# Muzquizopteryx
Muzquizopteryx ("křídlo z oblasti Múzquiz") byl rod nyktosauridního pterodaktyloidního ptakoještěra, který žil v období svrchní křídy (geologický stupeň koňak, asi před 86 miliony let) na území dnešního státu Coahuila na severu Mexika. Byla objevena téměř kompletní kostra dospělého jedince ve velmi dobrém stupni zachování (včetně jakýchsi obrysů původních měkkých tkání).

## Historie
Fosilie tohoto ptakoještěra byly objeveny v 90. letech 20. století pracovníkem ve vápencovém lomu El Rosario jménem José Martínez Vásquez. V roce 2002 byla zjištěna vědecká hodnota nálezu a o dva roky později byl ve vědecké literatuře poprvé zmíněn. V roce 2006 byl pak nový druh ptakoještěra formálně popsán. Rodové jméno pterosaura odkazuje k oblasti nálezu (distrikt Múzquiz), druhové pak k mexickému státu, ve kterém byl objev učiněn. V roce 2012 byl objeven další exemplář, který se na několik let dostal do soukromých rukou. Je zhruba o 19 % menší než holotyp. Vzhledem k jeho vyššímu geologickému stáří (geologický stupeň turon) byl označen jako Muzqizopteryx sp.

## Popis
Muzquizopteryx byl na poměry pozdně křídových pterodaktyloidů poměrně malým druhem, rozpětí jeho křídel dosahovalo jen zhruba 2 metrů. Čelisti byly proměneny v bezzubý zobák a lebka byla zakončena nízkým dozadu ubíhajícím hřebínkem. Kostra předních končetin byla velmi mohutná (zejména pažní kost), což svědčí o přítomnosti silných létacích svalů. Tento ptakoještěr byl zřejmě velmi zdatným letcem.

## Systematické zařazení
Muzquizopteryx byl zástupcem čeledi Nyctosauridae, zahrnující specializované druhy ptakoještěrů z období pozdní křídy (asi před 86 až 66 miliony let). Mezi jeho nejbližší vývojové příbuzné zřejmě patřily rody Nyctosaurus a dále pak Barbaridactylus, Alcione a Simurghia. Vzdáleněji příbuzným rodem mohl být také český Cretornis.